# Thranita williami
Thranita williami is een krabbensoort uit de familie van de Portunidae. De wetenschappelijke naam van de soort is voor het eerst geldig gepubliceerd in 2017 door Spiridonov.